# Fred J. Koenekamp
Fred J. Koenekamp (Los Angeles, Kalifornia, 1922. november 11. – Bonita Springs, Florida, 2017. május 31.) Oscar-díjas amerikai operatőr.

## Filmjei

### Mozifilmek
- Álcázott kémek (The Spy with My Face) (1965)
- Egy kém túl sok (One Spy Too Many) (1966)
- Az egyik kémünk hiányzik (One of Our Spies Is Missing) (1966)
- Kém zöld kalapban (The Spy in the Green Hat) (1967)
- A karate gyilkosok (The Karate Killers) (1967)
- Doctor, You've Got to Be Kidding! (1967)
- A helikopterkémek (The Helicopter Spies) (1968)
- Sol Madrid (1968)
- Maradj távol, Joe! (Stay Away, Joe) (1968)
- Élj egy kicsit, szeress egy kicsit (Live a Little, Love a Little) (1968)
- Heaven with a Gun (1969)
- A nagy bankrablás (The Great Bank Robbery) (1969)
- A tábornok (Patton) (1970)
- Beyond the Valley of the Dolls (1970)
- Az utolsó harcos (Flap) (1970)
- Billy Jack (1971)
- Vásárra viszem a bőrödet (Skin Game) (1971)
- Happy Birthday, Wanda June (1971)
- Stand Up and Be Counted (1972)
- Újra nyeregben a hét mesterlövész (The Magnificent Seven Ride!) (1972)
- Round Up (1972)
- Düh (Rage) (1972)
- Zsebmetsző Harry (Harry in Your Pocket) (1973)
- Pillangó (Papillon) (1973)
- Uptown Saturday Night (1974)
- Pokoli torony (The Towering Inferno) (1974)
- The Wild McCullochs (1975)
- Doc Savage: The Man of Bronze (1975)
- Lázadás a prérin (Posse) (1975)
- White Line Fever (1975)
- Embryo (1976)
- Mókás páros (Fun with Dick and Jane) (1977)
- Szigetek az áramlatban (Islands in the Stream) (1977)
- A dominó elv (The Domino Principle) (1977)
- The Other Side of Midnight (1977)
- Gáz van, jövünk! 2. (The Bad News Bears in Breaking Training) (1977)
- Rajzás (The Swarm) (1978)
- Szerelem és golyók (Love and Bullets) (1979)
- A bajnok (The Champ) (1979)
- A rettegés háza (The Amityville Horror) (1979)
- Az idő szorításában (When Time Ran Out…) (1980)
- A vadász (The Hunter) (1980)
- First Family (1980)
- Kedves fekete fiam (Carbon Copy) (1981)
- …Kinek a bírónő (First Monday in October) (1981)
- Gyilkos optika (Wrong Is Right) (1982)
- Mondj igent Giorgiónak! (Yes, Giorgio) (1982)
- It Came from Hollywood (1982, dokumentumfilm)
- Two of a Kind (1983)
- Nyomul a nyolcadik dimenzió (The Adventures of Buckaroo Banzai Across the 8th Dimension) (1984)
- Stewardess School (1986)
- Idehallgass! (Listen to Me) (1989)
- Welcome Home (1989)
- Intruderek támadása (Flight of the Intruder) (1991)
- The Stan Freberg Commercials (1999)

### Tv-filmek
- Shadow on the Land (1968)
- Night Chase (1970)
- In Search of America (1971)
- The Deadly Hunt (1971)
- Gyilkosság San Franciscóban (Crosscurrent) (1971)
- Deep River (1975)
- Conspiracy of Terror (1975)
- Száguldás a pokolba (Disaster on the Coastliner) (1979)
- Money on the Side (1982)
- The Return of the Man from U.N.C.L.E.: The Fifteen Years Later Affair (1983)
- Summer Girl (1983)
- Flight 90: Disaster on the Potomac (1984)
- Summer Fantasy (1984)
- Obsessive Love (1984)
- City Killer (1984)
- Két legyet egy csapásra (The Vegas Strip War) (1984)
- A Touch of Scandal (1984)
- Not My Kid (1985)
- The Other Lover (1985)
- Amos (1985)
- Alice csodaországban (Alice in Wonderland) (1985)
- Pleasures (1986)
- Szenzáció a televízióban (News at Eleven) (1986)
- Student Exchange (1986)
- 14 a 30-hoz (14 Going on 30) (1988)
- Újabb csobbanás (Splash, Too) (1988)

### Tv-sorozatok
- The Lieutenant (1963–1964, 28 epizód)
- The Man from U.N.C.L.E. (1964–1967, 90 epizód)
- The Outer Limits (1965, egy epizód)
- Jericho (1966, egy epizód)
- Mission: Impossible (1968, két epizód)
- Kung Fu (1972–1973, három epizód)
- Hawkins (1973, három epizód)
- Salvage 1 (1979, egy epizód)
- Tales of the Gold Monkey (1982, két epizód)
- Whiz Kids (1983, egy epizód)
- Disneyland (1986–1987, öt epizód)
- Nehéz napok egy Föld nevű bolygón (Hard Time on Planet Earth) (1989, egy epizód)